# Kitakiusiu

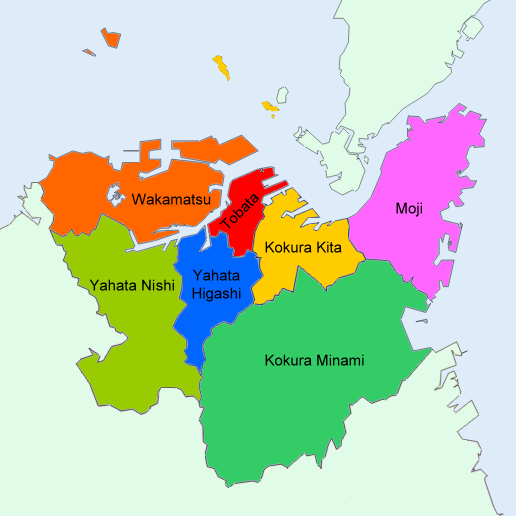
Podział na dzielnice

Kitakiusiu (jap. 北九州市 Kitakyūshū-shi) – miasto przemysłowe w Japonii, w prefekturze Fukuoka, na wyspie Kiusiu (Kyūshū). 

## Opis
Miasto jest ważnym węzłem komunikacyjnym ruchu lądowego i morskiego. Jest łącznikiem pomiędzy wyspami Honsiu (Honshū) a Kiusiu i ważnym portem handlu międzynarodowego. Kitakiusiu zostało utworzone w 1963 roku poprzez połączenie pięciu miast: Kokury, Wakamatsu, Yahaty, Tobaty, Moji.
W latach 60. i 70. XX wieku w Kitakiusiu w wyniku dynamicznego rozwoju przemysłu ciężkiego i chemicznego doprowadzono do znacznego skażenia rzek, wód przybrzeżnych, gleby i powietrza. Miasto zasłynęło ze zjawisk wielobarwnego nieba nocą, co było skutkiem oświetlania gęstego smogu miejskimi światłami. 
Od lat 70. władze miejskie, wspólnie z mieszkańcami, podjęły wysiłki w celu poprawy środowiska naturalnego i Kitakiusiu jest obecnie miastem najbardziej zaawansowanym w kontrolowaniu zanieczyszczeń i recyklingu. Miasto obejmuje duży obszar i na jego terenie, szczególnie w południowej części, znajduje się wiele czystych i pięknych miejsc, które nigdy nie były wykorzystywane do celów przemysłowych.

## Zamek Kokura
Zamek Kokura (Kokura-jō) odegrał ważną rolę w historii tego obszaru. Budowa rozpoczęła się na początku okresu Edo (1603–1868) w 1602 roku i trwała około siedmiu lat. Zamek był własnością klanu Ogasawara w latach 1632–1866. W 1866 roku został spalony podczas wojny pomiędzy klanami Kokura i Chōshū.
Obecny donżon zamkowy nie jest dokładną rekonstrukcją oryginału, ponieważ mieszkańcy zdecydowali, iż bardziej zależy im na estetycznym projekcie, a nie wiernie odtworzonej prostszej konstrukcji z przeszłości. We wnętrzu zamku znajdują się eksponaty przedstawiające historię Kokury i zamku. Strefa interaktywna pozwala zwiedzającym doświadczyć życia samurajów z okresu Edo.
Z zamkiem Kokura wiązane jest imię słynnego szermierza i artysty, Musashiego Miyamoto (ur. prawd. 1584 – zm. 1645), który prawdopodobnie odwiedził zamek w 1632 roku. W parku otaczającym zamek znajduje się jego pomnik.

## Port Moji
Moji było jednym z pięciu miast, które utworzyły Kitakiusiu w 1963 roku. Jest to obecnie dzielnica najbliższa Honsiu. Port Moji (Moji-kō) jest znany jako międzynarodowy port handlowy od końca XIX wieku. Obecnie główne prace portowe przeniesiono do nowej lokalizacji w porcie Shin-Moji, ale dawny port Moji zachował swoje znaczenie m.in. jako cel turystyczny dzięki dobrze zachowanym budynkom w stylu zachodnim z okresów Meiji (1868–1912) i Taishō (1912–1926). Niektóre z nich mieszczą kawiarnie, restauracje i muzea.

## Ogród Wisterii Kawachi
Kawachi Wisteria Garden (Kawachi Fujien) to prywatny ogród na zalesionych wzgórzach na południe od centrum miasta, słynący ze spektakularnych pokazów kwiatów glicynii. Charakterystycznymi cechami ogrodu są dwa tunele o długości ok. 100 m, wykonane z drzew glicynii różnych odmian i kolorów, od białego do ciemnego fioletu. 

## Kitakyushu Manga Museum
Kitakyushu Manga Museum przedstawia historię mangi z naciskiem na artystów związanych z miastem. Jednym ze znanych artystów prezentowanych w muzeum jest Leiji Matsumoto (Reiji Matsumoto, ur. 1938). Muzeum zajmuje piąte i szóste piętro Aru-Aru City, centrum handlowego poświęconego: mandze, anime, grom i akcesoriom dla grup idoli.

## Tanga Market
Tanga Market (Tanga Ichiba) to zadaszona, lokalna ulica targowa, znana jako „Kuchnia Kitakiusiu”, która od początku XX wieku dostarcza różne artykuły spożywcze, w tym świeże owoce morza, a także gotowe potrawy. Większość sklepów znajduje się wzdłuż głównej ulicy, ale wąskie boczne uliczki także prowadzą do sklepów i barów.

## Yawata Steel Works
Yawata Steel Works (Yahata Seitetsusho) to pierwsza huta w kraju, zbudowana w latach 1897–1901 w pobliżu wydajnej kopalni węgla i ważnego portu, w celu zaspokojenia potrzeb przemysłu stoczniowego, kolejowego, budowlanego i zbrojeniowego. W szczytowym okresie huta produkowała ponad 90% krajowej stali. Huta działa do dziś. Na jej terenie zachowało się kilka zabytkowych budynków z okresu Meiji, w tym dawna siedziba główna, kuźnia i warsztat naprawczy, które w 2015 roku zostały umieszczone na listach: światowego dziedzictwa kulturowego i miejsc związanych z rewolucją przemysłową w okresie Meiji.

## Dzielnice miasta
Kitakiusiu dzieli się na siedem dzielnic (区 -ku):

- Kokura-Kita-ku (小倉北区)
- Kokura-Minami-ku (小倉南区)
- Moji-ku (門司区)
- Tobata-ku (戸畑区)
- Yahata-Higashi-ku (八幡東区)
- Yahata-Nishi-ku (八幡西区)
- Wakamatsu-ku (若松区)

W 2005 roku miasto Nakama miało stać się ósmą dzielnicą o tej samej nazwie. Jednakże, plan ten pochodzący od radnych Nakamy został odrzucony przez nich samych, gdyż wówczas ich liczba zostałaby zredukowana z 21 do 3 po połączeniu.

## Transport lądowy
Płatne drogi ekspresowe są zarządzane przez Fukuoka Kitakyushu Expressway Public Corporation. 
Stacja kolejowa Kokura należąca do JR Kyūshū jest przystankiem na linii kolejowej ekspresu San'yō Shinkansen przed stacją końcową Hakata w Fukuoce. Stacja ta jest także obsługiwana przez pociągi lokalne i ekspresowe na liniach Kagoshima i Nippō. 
Transport miejski zapewniają autobusy (Kitakyushu City Bus, Nishitetsu Bus) i kolej jednoszynowa Kitakyushu Monorail (Kitakyūshū Monorēru), która łączy 13 stacji, od stacji Kokura w dzielnicy Kokura-Kita ze stacją Kikugaoka w Kokura-Minami.
Stacja Mojikō jest północną stacją końcową linii Kagoshima, należącą do sieci JR Kyūshū.

## Transport morski
Port pełni rolę krajowej bazy dystrybucji towarów, a dzięki geograficznej bliskości kontynentu azjatyckiego jest głównym portem handlu międzynarodowego. Ogólna nazwa Port of Kitakyushu obejmuje porty: Moji (Tachinoura dwa terminale kontenerowe), Kokura, Dōkai oraz nowy terminal kontenerowy Hibiki z nabrzeżem głębokowodnym, przystosowany dla dużych jednostek pływających.
Kitakiusiu jest największym portem promowym w zachodniej Japonii. Promy kursują pomiędzy Kitakiusiu a: Shimonoseki, Matsuyamą, Tokushimą, Kobe, Osaką, Tokio, Pusanem (Korea Południowa), Ulsanem (Korea Południowa) i wyspami należącymi administracyjnie do miasta. Największy port promowy znajduje się w Shin-Moji, inne są w Moji, blisko stacji Kokura.

## Transport lotniczy
Kitakiusiu ma nowe lotnisko, które zostało otwarte 16 marca 2006. Zostało ono zbudowane na sztucznej wyspie na Morzu Wewnętrznym (Seto-naikai) w odległości 3 km na południowy wschód od miasta. Ma połączenie ze stacją Kokura szybką linią kolejową.

## Mosty
W Kitakiusiu jest kilka mostów łączących zarówno poszczególne dzielnice miasta, jak i części regionu. Największymi są: 
- most Kanmon (Kanmon-kyō) nad cieśniną Kanmon (Kanmon-kaikyō; także nazwa cieśnina Shimonoseki) pomiędzy miastami Kitakiusiu i Shimonoseki;
- most Wakato (Wakato Ōhashi) łączący dzielnice Wakamatsu i Tobata ponad wąską i długą zatoką Dōkai.

## Gospodarka
W mieście rozwinął się przemysł maszynowy, chemiczny, materiałów budowlanych, papierniczy oraz hutniczy.

## Populacja
Zmiany w populacji Kitakiusiu w latach 1980–2015:
| Rok  | Populacja |
| ---- | --------- |
| 1990 | 1 026 455 |
| 2000 | 1 011 471 |
| 2010 | 976 846   |
| 2015 | 961 286   |
| 2022 | 924 143   |

## Galeria

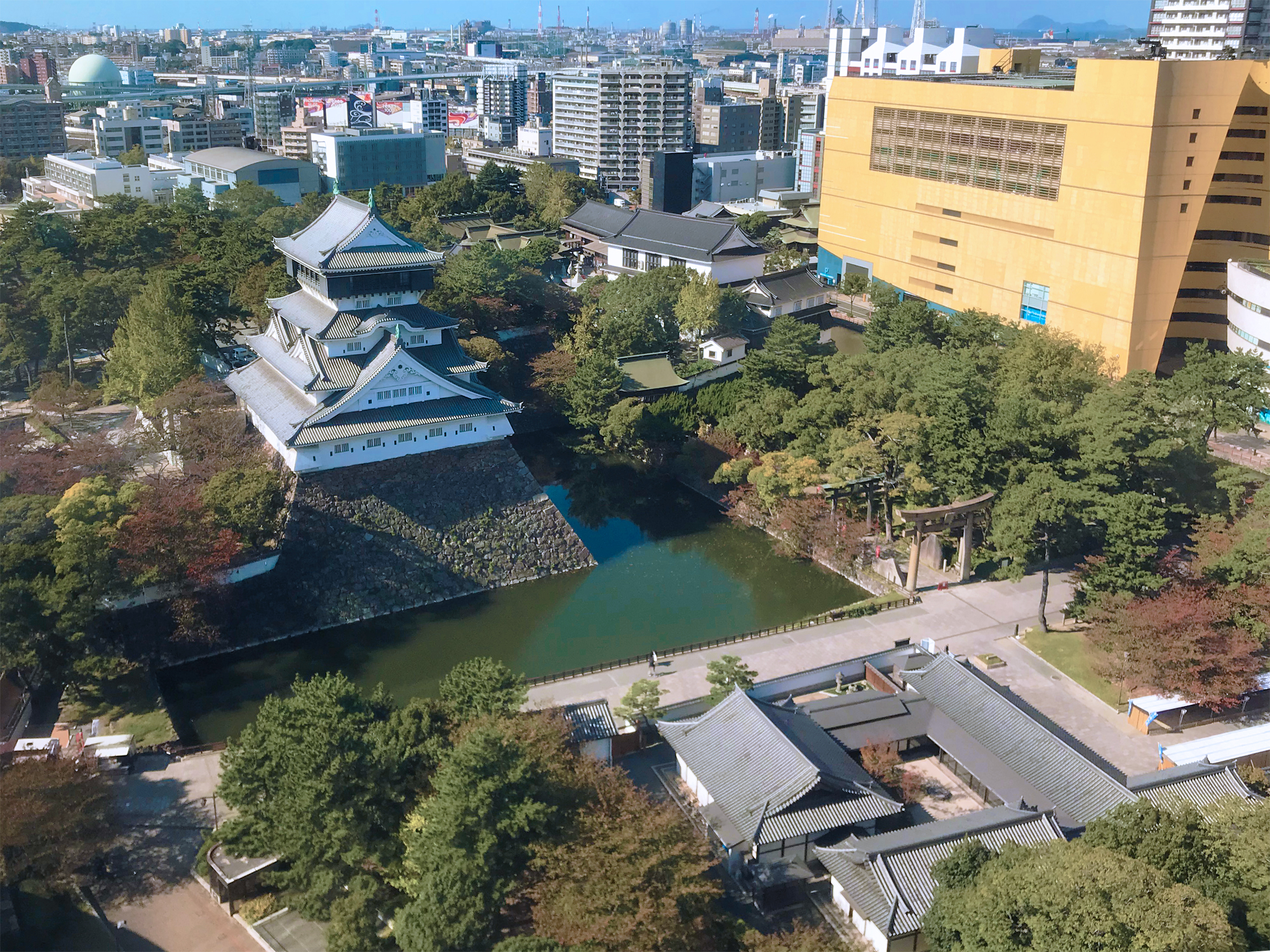
Zamek Kokura i otaczający go ogród
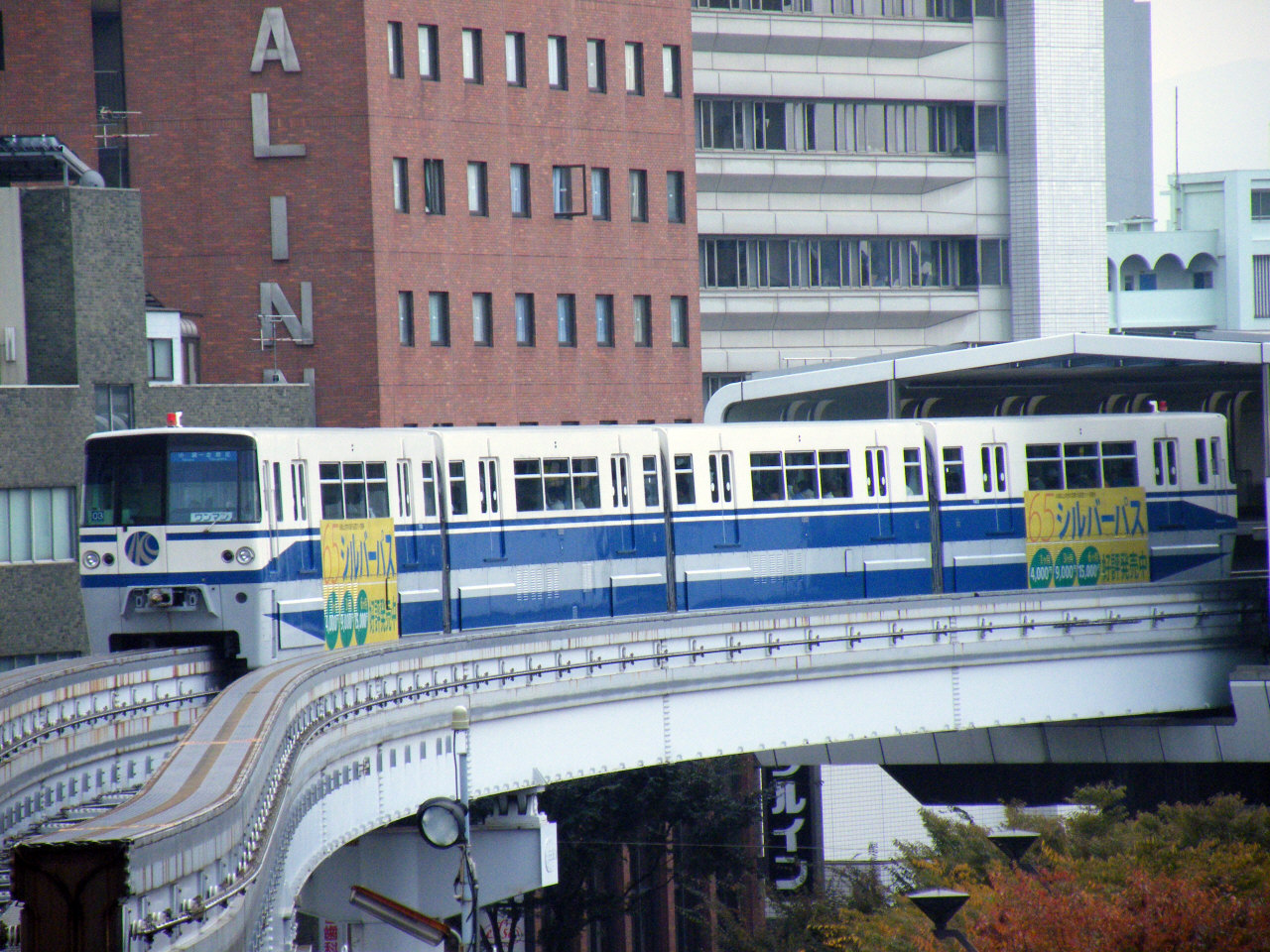
Kolej jednoszynowa Kitakyushu Urban Monorail
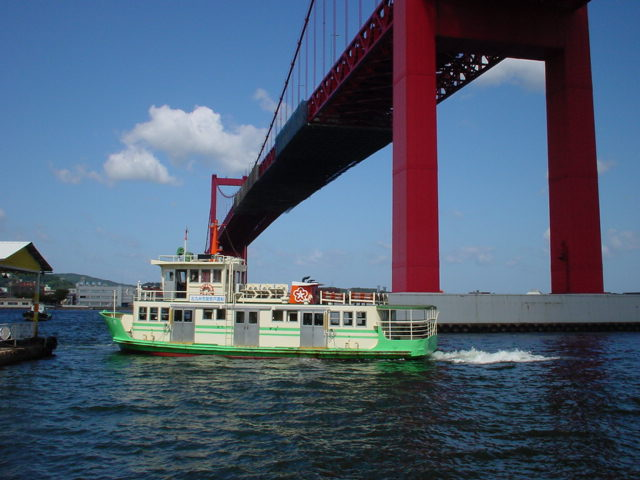
Prom przepływający pod mostem Wakato
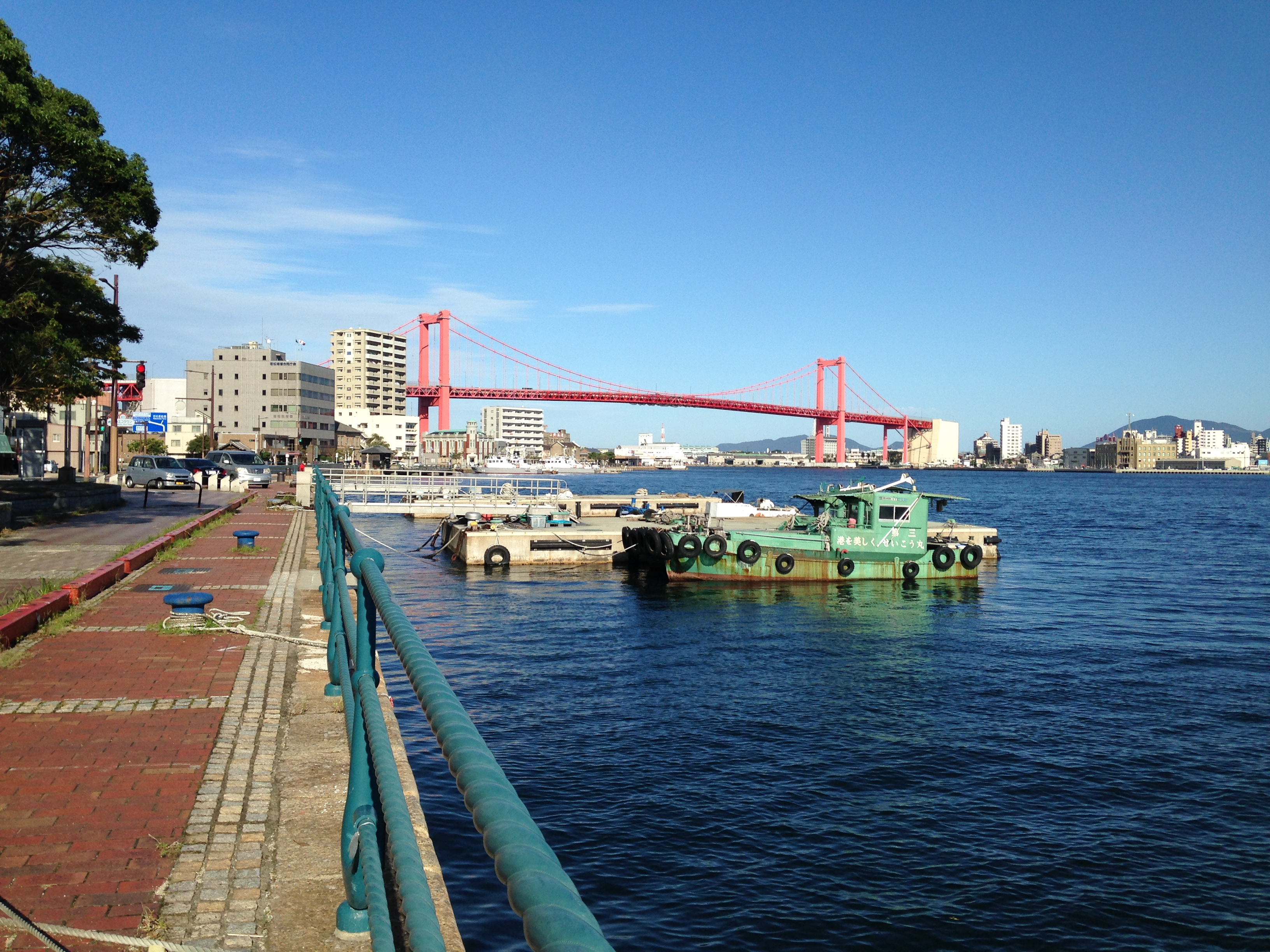
Most Wakato widziany z nabrzeża Wakamatsu